# Krystian Przysiecki

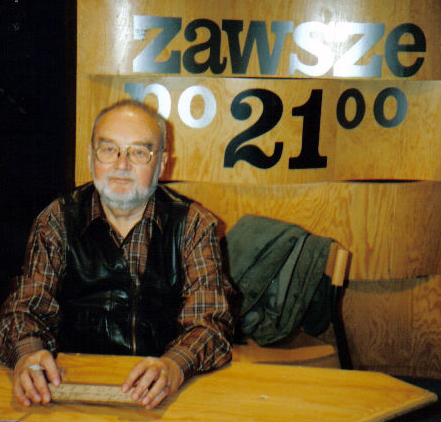
Krystian Przysiecki

Krystian Przysiecki (ur. 19 lutego 1937 w Warszawie, zm. 10 kwietnia 2005 w Toruniu) – polski dziennikarz, reporter, reżyser i twórca scenariuszy.
Był synem Eugeniusza (1910-1943), lekarza i pilota sportowego, poległego śmiercią lotnika w służbie angielskiej, oraz Wiolanty z domu Thommée; po ojcu był wnukiem Stanisława Przysieckiego, adwokata i działacza społecznego, kawalera Orderu Virtuti Militari, po matce - generała Wiktora Thommée.
Od 1967 roku do śmierci pracował w Telewizji Polskiej, gdzie przez ponad 20 lat prowadził magazyn reporterów Zawsze po 21.
Jego ciało zostało pochowane na cmentarzu katolickim św. Jerzego w Toruniu.